# Podrašnica
Podrašnica (szerbül: Подрашница) falu Bosznia-Hercegovinában, Bosanska krajina területén, a Szerb Köztársaságban, Mrkonjić Grad községben.

## Fekvése
Bosznia-Hercegovina közép-nyugati részén, Banja Lukától légvonalban 45, közúton 65 km-re délre, községközpontjától légvonalban 8, közúton 11 km-re nyugatra, a Dinári-hegységben, a Podbrdo – Glamoč út mentén, 783 méteres magasságban található. A főút két nagyobb részre osztja ezt a falut: Mračaj és Podselo településrészekre. A falut övező legmagasabb hegy a Dimitor (1483 m), ezt követi a Lisina (935 m) és a Čenić Kosa (566 m). A felszínének nagy részét a Podraško polje mezeje teszi ki. A legnagyobb folyók a Zelenkovac és a Čenića vrelo. A falu közvetlen közelében található a Zelenkovac nevű etnofalu, kirándulóhely és a Dvostruki točvi forrás.

## Népessége
| Nemzetiségi csoport | Népesség 1991 | Népesség 2013 |
| ------------------- | ------------- | ------------- |
| Szerb               | 1086          | 751           |
| Bosnyák             | 0             | 0             |
| Horvát              | 1             | 1             |
| Jugoszláv           | 5             | 0             |
| Egyéb               | 4             | 0             |
| Összesen            | 1096          | 752           |

## Története
Az itt talált régészeti leletek (római pénzek) alapján területén már az ókorban kereskedelmi forgalom folyt, a máig fennmaradt késő középkori sírkövek pedig  a település középkori életéről tanúskodnak. Ezek a sírkövek a kereszténység főáramlatának behódolni nem akaró, eredetileg Boszniában élő bogumilok díszesen faragott középkori sírkövei voltak. A legrégebbi ilyen sírkövek a 12. század második feléből származnak, de csak a 14-15. században terjedtek el Bosznia-Hercegovina, Szerbia, Horvátország és Montenegró területén.
Ennek a falunak nincs jelentős írásos múltja. A török kori podrašnicai csatát mindössze Petr Kočić egyik, helyi népi elbeszéléseken alapuló novellája, a „Zmijanje” említi. A falu 1878-ig tartozott az Oszmán Birodalomhoz, majd az Osztrák-Magyar Monarchia része lett. A monarchia szétesésével 1918-ben előbb a Szerb-Horvát-Szlovén Királyság, majd 1929-től a Jugoszláv Királyság része. 1945-től a szocialista Jugoszlávia része volt. Jugoszlávia megszállása után a falu a Független Horvát Állam (NDH) része lett, majd nem sokkal ezután megkezdődött a szerb lakosság lázadása az új hatalommal szemben, melyet a szerbek elleni usztasa támadások követtek.
A településen az 1991-es népszámlálás adatai szerint 1096-an éltek. A település 1995 szeptemberéig a boszniai szerb katonai egységek ellenőrzése alatt állt. Lakossága a horvát hadsereg közeledtére elmenekült. 1995. október 9-én a falu bejáratánál esett el Andrija Matijaš Pauk horvát vezérőrnagy, aki a Déli Mozdulat hadművelet során vesztette életét a szerb erőkkel vívott harcban. Emlékére a horvát hadsereg 4. gárdadandárja a Pauci nevet kapta, és a knini laktanyájuk is ugyanezt a nevet viseli. A települést a horvát erők elpusztították.
A boszniai háborút lezáró daytoni békeszerződés rendelkezése alapján az ország területét felosztották a Bosznia-hercegovinai Föderáció és a boszniai Szerb Köztársaság között, ennek során a település a Boszniai Szerb Köztársasághoz és Mrkonjić Grad községhez került. Ezen a területen valamivel fejlettebb az erdőgazdálkodás, míg a mezőgazdaság és az állattenyésztés kevéssé jelentős.

## Nevezetességei
- A Legszentebb Istenanya Mennybevétele tiszteletére szentelt ortodox temploma. Podrašnica első temploma 1901-ben épült, a jelenlegi templomot pedig 1968-ban építették és szentelték fel. 2016-ban a templom kapujában emlékkutat építettek a faluból származó, az első világháborúban elesett thesszaloniki önkéntesek számára.[6]

- Gradište – Malo Mramorje késő középkori temető 20 db fennmaradt stećak sírkővel, a többi megsemmisült[4]

- Mramorje - késő középkori temető a pravoszláv temető mellett, 150 db fennmaradt stećak sírkővel, melyek kereszt díszítéssel vannak ellátva[4]

- Podgradina – 6 db római bronzpénz lelőhelye a 3. és 4. századból[4]

- A faluban egy másik lelőhelyen Pulkheria keletrómai császárné 5. századi aranypénze is előkerült[4]

## Fordítás
- Ez a szócikk részben vagy egészben  a    Podrašnica című szerbhorvát Wikipédia-szócikk ezen változatának fordításán alapul.  Az eredeti cikk szerkesztőit annak laptörténete sorolja fel. Ez a jelzés csupán a megfogalmazás eredetét és a szerzői jogokat jelzi, nem szolgál a cikkben szereplő információk forrásmegjelöléseként.